# Sven-Olof Hammarlund
Sven-Olof „Lollo“ Hammarlund (* 19. Februar 1932 in Trollbäcken (nahe Stockholm); † 15. Oktober 1995 in Stockholm) war ein schwedischer Tischtennisspieler und -funktionär. Er war Präsident des Weltverbandes ITTF.

## Spieler
Hammarlund spielte in den 1950er Jahren in der 1. schwedischen Liga und nahm 1955 an der Weltmeisterschaft in Utrecht teil. Von 1958 bis 1967 war er nonplaying captain des Nationalteams.

## Funktionär
Nach dem Ende seiner aktiven Laufbahn war er von 1958 bis zu seinem Lebensende Vorsitzender im Komitee für schwedische Nationalmannschaften. Auch war er Vizepräsident des schwedischen TT-Verbandes Svenska Bordtennisförbundet.
Seit 1970 arbeitete er im Vorstand des europäischen Tischtennisverbandes ETTU. 1982 wurde er zum Vizepräsidenten ernannt. Dieses Amt bekleidete er bis 1988.
Auch im Weltverband ITTF übernahm Hammarlund Aufgaben. 1979 wurde er Mitglied des Beirates, 1987 stellvertretender Präsident. Als der amtierende ITTF-Präsident Ichirō Ogimura krankheitsbedingt seine Geschäfte nicht mehr wahrnehmen konnte, übernahm Sven-Olof Hammarlund im Mai 1994 kommissarisch als acting president dessen Aufgaben. Im Mai 1995 wurde er auf dem ITTF-Kongress in Tianjin (China) zum Präsidenten gewählt. Wenige Monate später starb er nach kurzer schwerer Krankheit. Sein Nachfolger wurde der Chinese Xu Yinsheng.
Der ETTU ernannte Hammarlund 1996 zum Ehrenpräsidenten.

## Privat
Hammarlund war verheiratet und hatte zwei Töchter.

## Turnierergebnisse
| Verband | Veranstaltung     | Jahr | Ort     | Land | Einzel | Doppel    | Mixed        | Team |
| ------- | ----------------- | ---- | ------- | ---- | ------ | --------- | ------------ | ---- |
| SWE     | Weltmeisterschaft | 1955 | Utrecht | NED  | Qual   | letzte 64 | keine Teiln. |      |